# Montesa Cota 311
La Montesa Cota 311 fou un model de motocicleta de trial de la gamma Cota de Montesa que es fabricà entre 1992 i 1993. Creada com a successora de la Cota 310 de 1989, inicià una nova etapa dins l'evolució d'aquest model en comptar per primera vegada amb un motor refrigerat per aigua i un bastidor, realitzat per la firma italiana Verlicchi, del tipus doble biga de duralumini. Representà també una fita dins la història de Montesa pel fet de ser la darrera moto a muntar un motor d'aquesta marca (per tant, la darrera moto 100% Montesa mai fabricada), ja que a partir de la seva successora, la Cota 314 R de 1994, tots els motors de les successives versions de Cota anaren signats per HRC (Honda Racing Corporation).
Pel que fa a l'aspecte esportiu, els principals pilots oficials de Montesa al mundial de trial durant l'etapa de la Cota 311 varen ser el català Marc Colomer (cinquè el 1992) i l'espanyol Amós Bilbao (quart el 1993).

## La Cota 311 al Paralímpics de Barcelona'92

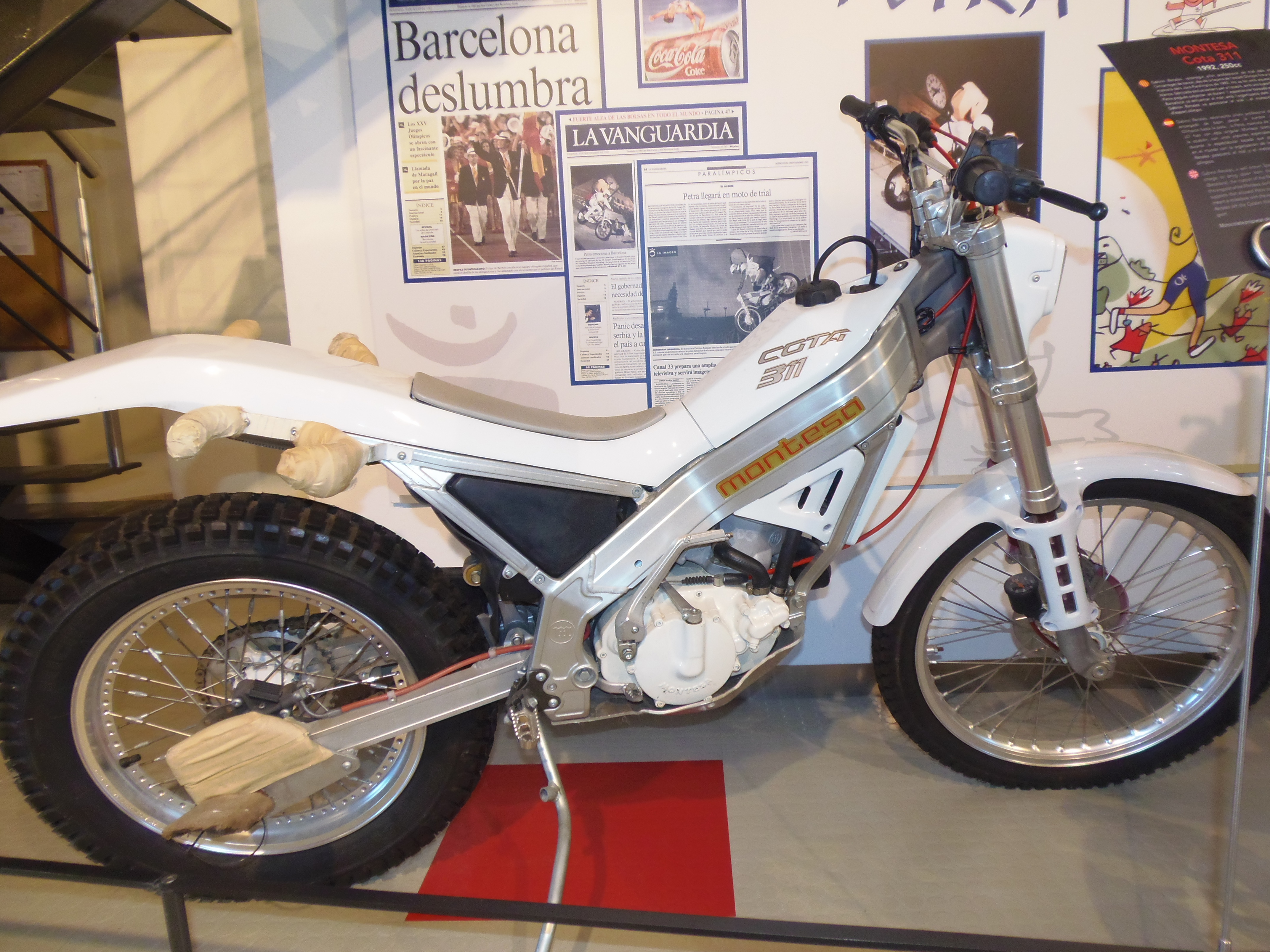
La Cota 311 amb què Gabino Renales va portar la Petra el 1992

La Cota 311 ha estat fins ara l'única moto de trial a participar en un acte olímpic, concretament la cerimònia inaugural dels Paralímpics de Barcelona'92, quan pilotada per Gabino Renales va servir per a pujar en moto fins al peveter la mascota dels jocs, Petra. Pujant amb la Cota per l'escalinata de la graderia, Renales va anar a buscar la mascota darrere el rellotge que hi ha damunt la porta de Marató de l'Estadi Olímpic. Tot seguit, acompanyat de la mascota, va dur a terme un descens fins al nivell de terra, va fer una volta a l'estadi i, finalment, va pujar la Petra dalt de l'escenari, on va començar un espectacle amb cavallets.
La unitat de Cota 311 que es va fer servir per a aquesta actuació anava pintada de blanc i adaptada per a l'ocasió, amb diversos suports al darrere per tal d'encabir-hi la mascota.

## Característiques
Tret de l'adopció de la refrigeració líquida i el canvi de xassís per un de doble biga, la resta de característiques tècniques de la Cota 311 continuaven igual que en la seva antecessora, la 310: motor de dos temps monocilíndric de 258 cc amb canvi de 6 velocitats i frens de disc a ambdues rodes. Es mantenien també els protectors de les barres de la forquilla, que feien alhora de suport del parafang anterior, i la protecció plàstica dels frens de disc. Pel que fa a les suspensions, eren també pràcticament les mateixes que les de la 310: al davant, forquilla invertida Marzocchi "Up-Side Down", tipus Reverse Control amb sistema de lliscament per virolles de tefló, amb un diàmetre de 35 mm i un recorregut de 170 mm (amb regulador d'extensió). Al darrere, monoamortidor basat en el sistema "PRS2", el qual es componia de basculant de duralumini i amortidor central Marzocchi "Duo Shock" regulable en extensió, amb regulació de precàrrega de molla i un recorregut de 190 mm.
La Cota 311 tenia un tarannà molt encarat al trial, destacant per la seva potència i lleugeresa. A l'època era habitual muntar-hi un seient tou accessori per tal de donar més comoditat al pilot en excursions llargues, ja que aleshores era habitual que els afeccionats al trial recorreguessin força quilòmetres per la muntanya.

## Versions
Durant els dos anys que estigué en producció, la Cota 311 no va patir canvis tècnics i quasi cap d'estètic. Les dues versions correlatives que se'n fabricaren eren idèntiques tret dels adhesius del xassís, els quals el primer any tenien un relleu del tipus "gota d'aigua" amb el logotip de Montesa i el segon, a més, unes gràfiques ornamentals en vermell.

### Llista de versions produïdes
| Versió        | Cilindrada | Anys | Núm. Sèrie         | Pintura dipòsit                         |
| ------------- | ---------- | ---- | ------------------ | --------------------------------------- |
| Cota 311 "92" | 258 cc     | 1992 | ?                  | Vermell (xassís sense gràfics vermells) |
| Cota 311 "93" | 258 cc     | 1993 | VTDNT02AOMM000001- | Vermell (xassís amb gràfics vermells)   |

### Versió "92"
Fitxa tècnica
| Cota 311           | Cota 311                                | Cota 311 |
| ------------------ | --------------------------------------- | -------- |
| Id. Model          | ?                                       |          |
| Núm. Sèrie         | ?                                       |          |
| Anys               | 1992                                    |          |
| CC                 | 258                                     |          |
| Diàmetre x Carrera | 74 x 60 mm                              |          |
| Compressió         | 10:1                                    |          |
| CV                 | 15 a 4.500 rpm                          |          |
| Carburador         | Dell'Orto PHBHD 26 (CD)                 |          |
| Canvi              | 6 velocitats                            |          |
| Suspensió davant   | Forquilla invertida Marzocchi           |          |
| Suspensió darrera  | Monoamortidor Marzocchi                 |          |
| Pneumàtic davant   | 2,75 x 21                               |          |
| Pneumàtic darrera  | 4,00 x 18                               |          |
| Frens davant       | Disc Brembo 185 mm                      |          |
| Frens darrera      | Disc AJP 150 mm                         |          |
| Pes en sec         | 84 Kg                                   |          |
| Capacitat dipòsit  | 4 litres                                |          |
| Pintura dipòsit    | Vermell (xassís sense gràfics vermells) |          |

### Versió "93"
Fitxa tècnica
| Cota 311           | Cota 311                              |
| ------------------ | ------------------------------------- |
| Id. Model          | ?                                     |
| Núm. Sèrie         | VTDNT02AOMM000001-                    |
| Anys               | 1993                                  |
| CC                 | 258                                   |
| Diàmetre x Carrera | 74 x 60 mm                            |
| Compressió         | 10:1                                  |
| CV                 | 15 a 4.500 rpm                        |
| Carburador         | Dell'Orto PHBHD 26 (CD)               |
| Canvi              | 6 velocitats                          |
| Suspensió davant   | Forquilla invertida Marzocchi         |
| Suspensió darrera  | Monoamortidor Marzocchi               |
| Pneumàtic davant   | 2,75 x 21                             |
| Pneumàtic darrera  | 4,00 x 18                             |
| Frens davant       | Disc Brembo 185 mm                    |
| Frens darrera      | Disc AJP 160 mm                       |
| Pes en sec         | 84 Kg                                 |
| Capacitat dipòsit  | 4 litres                              |
| Pintura dipòsit    | Vermell (xassís amb gràfics vermells) |